# خورشیدگرفتگی ۹ مارس ۲۰۱۶

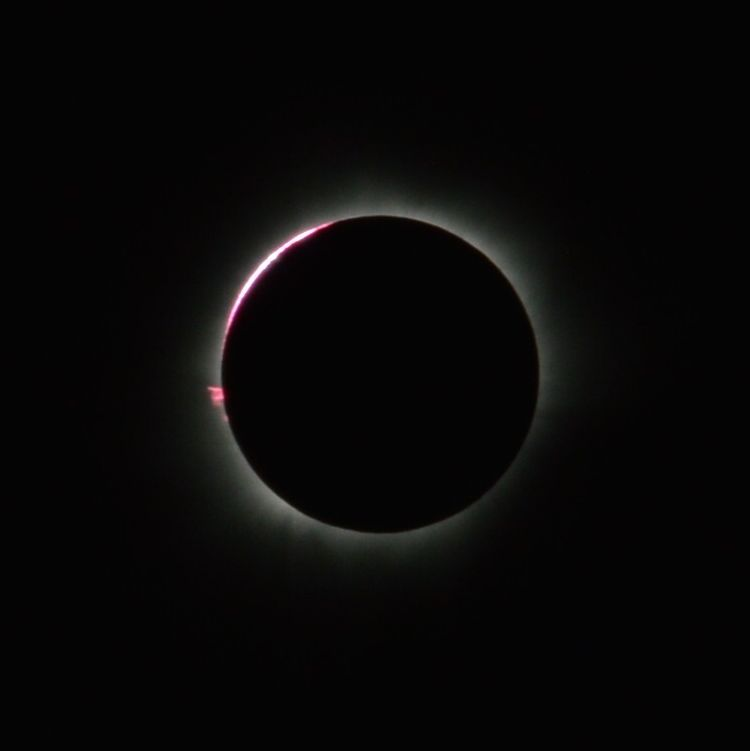
خورشیدگرفتِ کامل در بالیک‌پاپانِ اندونزی

خورشیدگرفتگی ۹ مارس ۲۰۱۶ یک خورشیدگرفتگی کامل یا کسوف کلی بود که در برخی بخش‌های اندونزی، نواحیِ شرقیِ خط روزگردان و شمالِ اقیانوس آرام دیده شد. مدت زمان و طول این خورشیدگرفتگی ۴ دقیقه و ۹ ثانیه محاسبه شده بود.
موتور جستجوی گوگل روز نهم مارس ۲۰۱۶ میلادی، لوگوی گوگل دودل خود را به این مناسبت تغییر داد.